# کیسه‌پزی

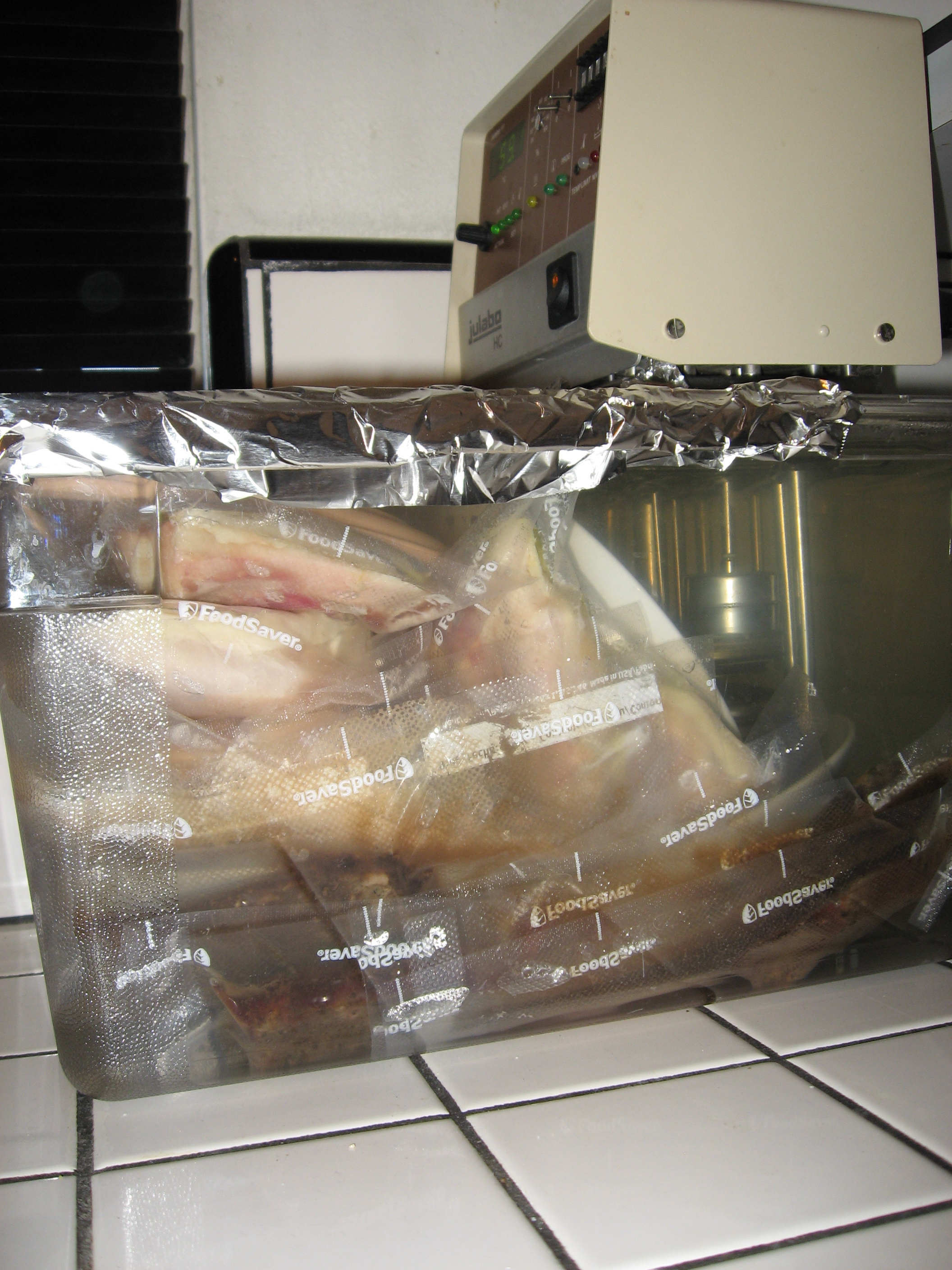
کیسه‌پزی

کیسه‌پزی (Sous-vide) روشی در پخت‌وپز است که طی آن مواد غذایی را درون پلاستیک‌هایی که فاقد هوا هستند و درون حمام آب قرار می‌دهند تا برای ۷۲ ساعت و در دمای پایین بپزد. هدف از استفاده از این روش این است که همه‌جای خوراک به طور یک‌دست پخته شود و تفاوتی در میزان پخته شدن میان بیرون و درون گوشت و دیگر خوراک‌ها به‌جا نماند. خوراک حاصله از این روش، بسیار ترد خواهد شد و آبدار بودن و مزه‌دار بودن خود را حفظ می‌کند.
این سبک پخت‌وپز، فرانسوی است و واژه Sous-vide نیز به فرانسوی به معنای «تحت خلاء» است زیرا غذا در کیسه‌های پلاستیکی فاقد هوا مهر و موم می‌شود.